# المصلوم (الدوادمي)
المصلوم، هي قرية من فئة (ب) تقع في محافظة الدوادمي، والتابعة لمنطقة الرياض في السعودية. وتبعد المصلوم عن محافظة الدوادمي بمسافة تقارب (100) كم وتبعد عن البجاديه (40) كم 